# Isaac Buckley-Ricketts
Isaac Bradley Jordan Buckley-Ricketts (Manchester, 14 maart 1998) is een Engels voetballer die doorgaans als aanvaller speelt. 

## Carrière
Isaac Buckley-Rickets speelde in de jeugd van Manchester City en werd gedurende deze periode een paar keer geselecteerd voor Engelse nationale jeugdelftallen. Met het Engels elftal onder 19 won hij het Europees kampioenschap in 2017. In het seizoen 2017/18 werd hij verhuurd aan FC Twente. Hij debuteerde op 13 augustus 2017 voor FC Twente, in een met 2-1 verloren uitwedstrijd tegen Feyenoord. Hij kwam in de 75e minuut in het veld voor Nikola Gjorgjev. Na een half jaar werd hij door Manchester City teruggehaald en verhuurd aan Oxford United FC. In 2018 vertrok hij van Manchester City naar Peterborough United FC. Daar werd zijn contract op 2 september 2019 ontbonden. In 2020 sloot hij bij de Engelse amateurclub Stretford Paddock FC aan. In 2021 vertrok hij na een proefperiode naar Southport FC.

## Clubstatistieken
| Seizoen                    | Club                   | Land           | Competitie      | Competitie | Competitie | Beker | Beker | Overig | Overig | Totaal | Totaal |
| Seizoen                    | Club                   | Land           | Competitie      | Wed.       | Dlp.       | Wed.  | Dlp.  | Wed.   | Dlp.   | Wed.   | Dlp.   |
| -------------------------- | ---------------------- | -------------- | --------------- | ---------- | ---------- | ----- | ----- | ------ | ------ | ------ | ------ |
| 2017/18                    | → FC Twente            | Nederland      | Eredivisie      | 6          | 0          | 2     | 0     | –      | –      | 8      | 0      |
| 2017/18                    | → Jong FC Twente       | Nederland      | Derde divisie   | 4          | 2          | –     | –     | –      | –      | 4      | 2      |
| 2017/18                    | → Oxford United FC     | Engeland       | League One      | 11         | 0          | 0     | 0     | 1      | 0      | 12     | 0      |
| 2018/19                    | Peterborough United FC | Engeland       | League One      | 0          | 0          | 0     | 0     | 2      | 0      | 2      | 0      |
| 2021/22                    | Southport FC           | Engeland       | National League | 19         | 0          | 0     | 0     | 0      | 0      | 19     | 0      |
| Carrièretotaal             | Carrièretotaal         | Carrièretotaal | Carrièretotaal  | 40         | 2          | 2     | 0     | 3      | 0      | 45     | 2      |
| Bijgewerkt op 12 juni 2023 |                        |                |                 |            |            |       |       |        |        |        |        |